# الوار سفلی
الوار سفلی (اشاغی الوار) یکی از روستاهای استان آذربایجان شرقی است که در دهستان آجی‌چای بخش مرکزی شهرستان تبریز واقع شده‌است.این روستا 2000 نفر جمعیت دارد.